# Vicente Tió

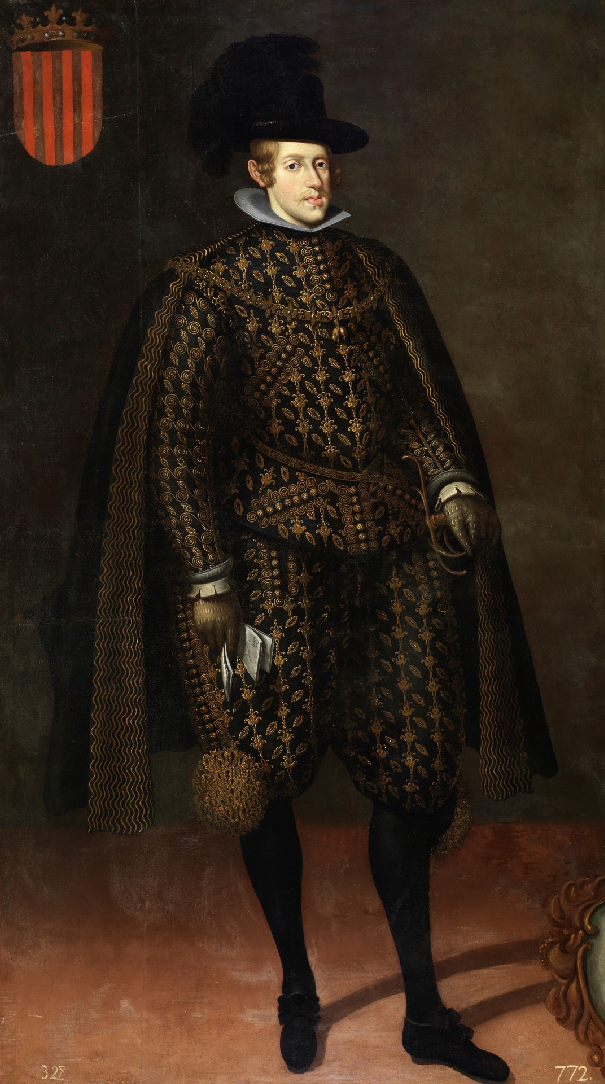
Retrato de Felipe IV, III de Aragón, 1634. Óleo sobre lienzo, 244 x 127 cm, Madrid, Museo del Prado, en depósito en el Ministerio de Educación.

Vicente Tió fue un pintor barroco español activo en Zaragoza donde falleció en 1665.
Juan de Moncayo lo elogió como pintor de retratos capaz de expresar en los rostros las pasiones del alma en unos versos de su Poema trágico de Atalanta, y Hipomenes, editado en 1656:

¿Quién de la semejanza en fiel retrato
supo copiar con líneas primorosas
en el rostro el desdén de un pecho ingrato
qual áspid, que se oculta entre rosas:
Quién lo apacible, a quien prendó el recato,
Quién de un héroe de facciones valerosas
postrar con la ficción un alvedrío?
El pinzel diestro de Vicente Tio

Hijo de Ambrosio Tió, albañil, y de Francisca Ferrer, la primera noticia que de él se tiene es su testamento fechado en 1643, que dictó hallándose sano. Actuó como testigo el pintor Bernardo Polo y nombraba como heredera a su alma, lo que parece indicar que en aquella fecha aún no tenía familia. Contrajo matrimonio en 1647 con Paula Ferrer de Lanuza. De las cláusulas matrimoniales se deprende que la pareja gozaba de una posición económica desahogada, pues él aportaba 16 000 sueldos en dinero de contado, muebles y alhajas de casa y ella 14 000 en dinero de contado, oro, joyas, vestidos, muebles y herencias. Entre los testigos figuró Vicente Berdusán, de solo quince años y quizá aprendiz de Tió. En 1655 consta que figuraba inscrito en el gremio de pintores y doradores de Zaragoza. Falleció sin descendencia el 21 de marzo de 1665, a los sesenta años más o menos según los libros parroquiales de la iglesia de San Miguel de los Navarros.
Con Francisco Camilo y los hermanos Andrés y Pedro Urzanqui fue llamado a realizar las copias de la galería de retratos de los reyes de Sobrarbe y condes antiguos y reyes de Aragón que decoraba la Sala Real del palacio de la Diputación de Zaragoza. Los retratos, hasta treinta y ocho, habían sido encargados en 1586 a Felipe Ariosto, que los concluyó en 1587, y a ellos se agregaron los de Carlos V y Felipe II, obra de Alonso Sánchez Coello, y más adelante los retratos anónimos de Felipe III y Felipe IV. Los originales se perdieron por completo o en su mayor parte en el incendio del palacio de la Diputación al comienzo de la Guerra de la Independencia española y lo que se conocen son las copias encargadas en enero de 1634 para la decoración del palacio del Buen Retiro, incorporadas al Museo del Prado y parte de ellas depositadas en otras instituciones, aunque no fuera esta la única copia que se hizo de la serie. No se conservan obras de los artistas que intervinieron en las copias, a excepción de Camilo —que en 1634 tenía solo 19 años— lo que, unido a la ausencia de firmas y de una documentación más precisa, imposibilita concretar lo que en la serie del Prado corresponde a cada uno.
Con Juan Montero, como principal, y Diego Escobar, también pintores, contrató en 1661 las pinturas del retablo de la cofradía de San José del gremio de carpinteros establecida en la iglesia del monasterio de Santa Engracia de Zaragoza. Las pinturas habían sido previamente encomendadas a Jusepe Martínez, que canceló el contrato en 1654, y nuevamente contratadas en 1655 con Francisco Lupicini, quien probablemente falleció sin llegar a ejecutarlas. El contrato especificaba que sus temas había de ser el Nacimiento, la Adoración de los Reyes, la Disputa con los doctores y el Tránsito de san José más otros dos óleos algo menores con los Desposorios y San José trabajando en el taller. Tampoco en este caso se conservan las pinturas, al haber padecido el monasterio la misma suerte que el palacio de la Diputación en 1808, al término del primer sitio.